# Ночь спорта
«Ночь спорта» (англ. Sports Night, более точно «Новости Спорта. Вечерний выпуск») — американский комедийно-драматический телесериал, созданный Аароном Соркиным и шедший в эфире канала ABC с 1998-го по 2000 год. За это время было отснято два сезона, в общей сложности 45 эпизодов. Сериал рассказывает о работниках телешоу спортивных новостей, выпускаемом на вымышленном тематическом канале  CSC (Continental Sports Channel).
Премьеру «пилотного эпизода» (22 сентября 1998 года) посмотрело около 10,5 миллионов американский зрителей, численность аудитории в финале (16 мая 2000 года) — 11,1 миллионов человек.

## Сюжет
В центре сюжета, постепенно разваривающегося в драмеди (жанр, сочетающий элементы комедии положений и драмы), работа и взаимоотношения ведущих персонажей — сотрудников спортивной телепрограммы: флирт между Даной и Кейси, плавно перетекающий в романтические отношения, дружба Натали и Джереми, любовные проблемы Дэна, патернализм Айзека к своим коллегам. Бо́льшая часть сцен сериала происходит на съёмочной площадке телестудии и в редакционных офисах. Структура самого шоу «Ночь спорта» сделана в стиле популярной телепрограммы «SportsCenter», выходящей на кабельном канале ESPN с сентября 1979 года.

## Актёрский состав

### Основной состав
- Джош Чарльз — Дэн Райделл
- Питер Краузе — Кейси Макколл
- Фелисити Хаффман — Дана Уитакер
- Джошуа Малина — Джереми Гудвин
- Сабрина Ллойд — Натали Хёрли
- Роберт Гийом — Айзек Джаффи

### Второстепенный состав
- Кейла Блейк — Ким
- Грег Бейкер — Эллиотт
- Джефф Муринг — Дейв
- Рон Остроу — Уилл
- Тимоти Дэвис-Рид — Крис
- Бренда Стронг — Салли Сассер
- Тери Поло — Ребекка Уэллс
- Тед Макгинли — Гордон Гейдж (1 сезон)
- Уильям Х. Мэйси — Сэм Донован (2 сезон)
- Джейн Брук — Эбби Джейкобс (2 сезон)
- Пола Маршалл — Дженни (2 сезон)
- Меган Уорд — Пиксли (2 сезон)
- Кларк Грегг — Кэлвин Трейгер (2 сезон)

## Награды и номинации
- Золотой глобус 2000 — Лучшая актриса в комедии или мюзикле Фелисити Хаффман — номинация
- Гильдия киноактёров США 2000 — Премия Гильдии киноактёров США за лучший актёрский состав в комедийном сериале — номинация
- Viewers for Quality Television Awards 2000 — Лучшая актриса в комедийном сериале Фелисити Хаффман — номинация
- Эмми 1999: Лучшая режиссура комедийного сериала — лауреат
- Эмми 1999 — Лучшая работа оператора — лауреат
- Эмми 1999 — Лучший сценарий комедийного сериала — номинация
- Эмми 2000 — Лучшая режиссура комедийного сериала — Лауреат
- Эмми 2000 — Лучший кастинг в комедийном сериале — номинация
- Эмми 2000 — Лучшая режиссура комедийного сериала — номинация
- Эмми 2000 — Лучший приглашенный актёр Уильям Мэйси — номинация
- Эмми 2000 — Лучшая работа оператора — номинация